# Karen Andrews
Pour les articles homonymes, voir Andrews.
Karen Andrews, née le 23 août 1960 à Brisbane (Australie), est une femme politique australienne membre du Parti libéral.
Députée de 2010 à 2025, elle est ministre de l'Industrie, des Sciences et de la Technologie entre 2018 et 2021 puis ministre de l'Intérieur entre 2021 et 2022.

## Biographie

### Origines, études et carrière professionnelle
Karen Andrews est la fille de William et Moya Weir ; son père a servi pendant la Seconde Guerre mondiale et a ensuite été secrétaire national et trésorier d'une organisation pour anciens combattants handicapés.
Elle grandit à Townsville et étudie à la Townsville Grammar School. Elle poursuit sa scolarité en génie mécanique à l'université de technologie du Queensland, devenant l'une des deux premières femmes diplômées de la faculté d'ingénierie. Elle travaille ensuite comme dessinatrice auprès du Queensland Electricity Generating Board et dans la maintenance de l'usine de la centrale électrique de Gladstone. Puis elle déménage dans l'État de Victoria pour travailler dans l'industrie pétrolière en tant que superviseuse, période durant laquelle elle décroche un diplôme d'études supérieures en relations industrielles à l'université Victoria,. Elle travaille ensuite pour une association d'employeurs en tant que défenseure industrielle au sein des industries de la métallurgie, de l'ingénierie et de la construction, représentant les intérêts des employeurs dans les négociations avec les employés.
Au milieu des années 1990, Karen Andrews rejoint le ministère de la Santé et des Services communautaires de l'État de Victoria en tant que chef de sa branche industrielle, travaillant sous la direction de la ministre Marie Tehan (en). Elle crée ensuite une entreprise de conseil en relations industrielles, en se concentrant sur les modes alternatifs de résolution des conflits et la médiation. En 2002, elle déménage sur la Gold Coast, dans le Queensland.

### Carrière politique

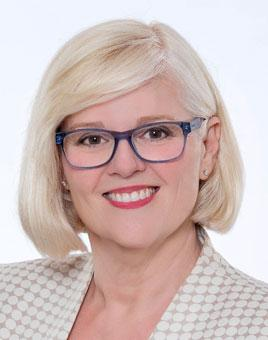
Karen Andrews en 2015.

En octobre 2009, Karen Andrews est sélectionnée pour briguer le poste de député fédéral de la circonscription de McPherson pour le Parti libéral, la titulaire sortante Margaret May (en) ne se représentant pas. Elle bat trois autres candidats, dont Peter Dutton. Elle est élue députée lors des élections fédérales de 2010.
Elle est coprésidente-fondatrice des Amis parlementaires de la science en 2012, avec Richard Marles. Elle est présidente du comité statutaire mixte sur les travaux publics de 2013 à 2015.
En décembre 2014, Karen Andrews est nommée secrétaire parlementaire du ministre de l'Industrie et des Sciences du gouvernement Abbott,. Elle devient ministre adjointe des Sciences en septembre 2015, lorsque Malcolm Turnbull remplace Abbott au poste de Premier ministre. À la suite d'un remaniement en juillet 2016, elle est nommée ministre adjointe de l'Enseignement et des Compétences professionnelles.
Lors de la campagne à la direction du Parti libéral en 2018, Karen Andrews soutient dans un premier temps Peter Dutton contre Turnbull. Elle se rallie finalement à Scott Morrison. Elle devient ensuite ministre de l'Industrie, de la Science et de la Technologie dans le nouveau gouvernement Morrison. Elle entre en fonction le 28 août 2018,.

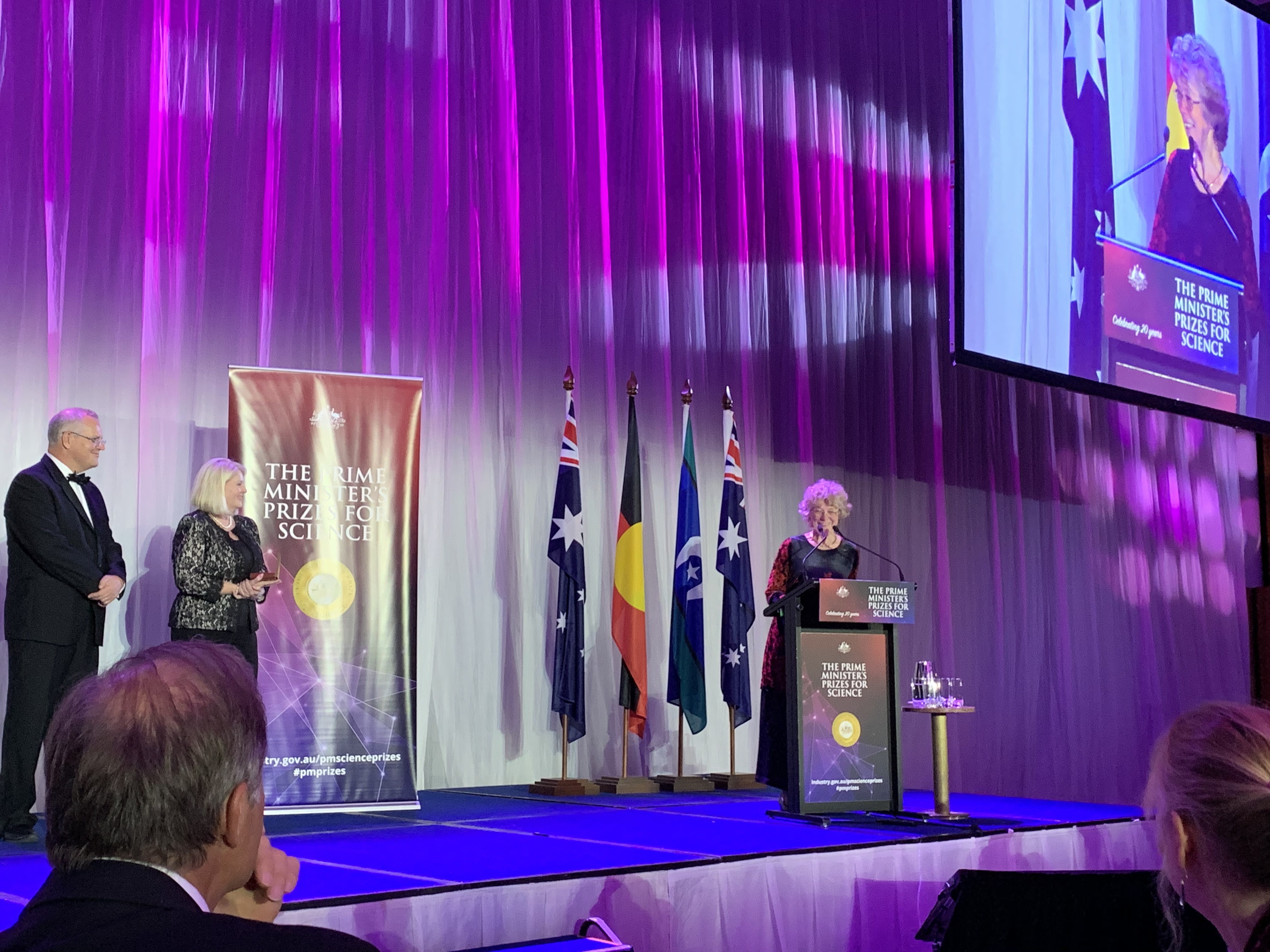
Karen Andrews lors d'une remise de prix à la mathématicienne Cheryl Praeger avec le Premier ministre Scott Morrison, en 2019.

Elle annonce la création d'un centre de recherche coopératif sur les énergies propres et un financement supplémentaire pour la recherche sur l'intelligence artificielle et l'Agence spatiale australienne. Selon The Australian, au début de la pandémie de Covid-19, elle « est devenue une actrice clé dans la réponse du gouvernement, alors que celui-ci s'efforçait de rassurer le public à la fois sur la contagion elle-même et sur les achats en panique qui ont rapidement commencé à menacer les approvisionnements alimentaires ».
En mars 2021, à la suite d'un remaniement ministériel, elle est nommée ministre de l'Intérieur.
Le 18 avril 2023, elle annonce qu'elle prendra sa retraite politique lors des prochaines élections fédérales,,.

## Prises de position
Alors qu'elle avait ralliée l'aile de centre-droit du Parti libéral sous le gouvernement Morrison, Karen Andrews n'est depuis plus alignée sur une aucune faction.
Elle se déclare féministe.
Dans une interview accordée à Sky News en 2018, Karen Andrews estime que le charbon jouera à l'avenir un rôle majeur dans le mix énergétique australien.
En janvier 2020, elle déclare qu'il est temps de mettre un terme aux batailles idéologiques sur le changement climatique, affirmant que cela avait privé l'Australie du temps et de l'énergie nécessaires pour y répondre. « Chaque seconde que nous passons à discuter de la question de savoir si le climat change ou non est une seconde que nous ne consacrons pas à examiner les stratégies d'adaptation [et] d'atténuation. Il est vraiment temps que tout le monde passe à autre chose et regarde ce que nous faisons ».
En 2023, Karen Andrews exprime sa déception qu'une seule des candidats du Parti libéral à l'élection partielle au siège parlementaire de Fadden soit une femme. Elle avait déjà publiquement critiqué le parti pour sa sous-représentation des femmes.

## Vie privée
Mariée, elle est mère de trois filles.